# 羽根木プレーパーク
羽根木プレーパーク（はねぎプレーパーク）は、東京都世田谷区の羽根木公園内にある子供のためのプレーパーク。住所は、世田谷区代田4-38-52羽根木公園内になる。
プレーパークは別名「冒険遊び場」とも呼ばれ、ヨーロッパを中心に1950年代あたりから徐々に増えてきたもので、日本では、1979年に開園したこの羽根木プレーパークが現在ある冒険遊び場で最初のものになる。
ここでは、子供たちが廃材や道具を使って秘密基地を作ったり、木に登ったり、地面を掘り返したり、また他の公園では絶対にできないことだが、焚き火をしたりしても構わない。(但し、焚き火に関しては後述するプレーリーダーの観察指導の下で行う事が出来る)
昔の子供たちが、自然の中で自由気ままに遊んでいたように、予想できる多少の危険も含めて、都市公園の中で再現できる、そういう趣旨の公園である。
その代わり、子供の視点にたって、子供の相談相手としてまた一緒に遊びの工夫に参加してくれる大人のプレーリーダーが常駐している。遊びは、このプレーリーダーの見守る中で行われるというのが、ルールである。今は常時3人程度のプレーリーダーが常駐しており、開園当初は区の嘱託職員がその任に当たったが、2005年4月から「NPO法人プレーパークせたがや」が運営に当たることになった。地域のボランティアが運営し、プレーリーダーが常駐して指導助言に当たるといったものが、なかなかどこの地域でも条件整備が容易ではなく、こうしたプレーパーク方式の子供の遊び場を普及させていくのにネックとなっている。